# María José Sáenz de Buruaga
María José Sáenz de Buruaga Gómez (Suances, Cantàbria, 4 de juny de 1968) és una política i advocada espanyola. Actualment, és la presidenta del PP de Cantàbria des del 12è Congrés Regional i candidata a la Presidència de Cantàbria.

## Biografia
Buruaga va néixer a Suances el 1968. Va iniciar la seva carrera universitària estudiant Física. No obstant això, el 1994 es va llicenciar en Dret per la Universitat de Cantàbria. Després de realitzar el curs de pràctica jurídica i la passantia al despatx de Luis Revenga, va obrir el seu propi despatx professional al costat d'una companya a Suances. L'any 2000 abandona el despatx per dedicar-se en exclusiva a la política.

### Trajectòria política
María José Sáenz de Buruaga es va afiliar al PP el 1991 i el 1995 va ser triada regidor a l'Ajuntament de Suances on va exercir com a portaveu del seu grup fins 2007. Va ser presidenta de la Junta Local del partit des de 1996 fins a 2010. Paral·lelament, va obtenir escó com a diputada del Parlament de Cantàbria el 1999, sent reelegida el 2003, 2007, 2011 i 2015. Durant el període 2003 - 2011 va exercir com a portaveu del seu grup en matèria de Sanitat i Serveis Socials.
En el X Congrés Regional del PP de Cantàbria, celebrat al novembre de 2004 accedeix al càrrec de secretària general de la formació a nivell regional que revalida en els congressos celebrats a 2008 i 2012.
Entre el 28 de juny de 2011 i el 10 de juliol de 2015, va ser la vicepresidenta i consellera de Sanitat i Serveis Socials de l'Govern de Cantàbria després la victòria electoral del PP en les eleccions autonòmiques celebrades el 22 de maig d'aquest any.
El 18 de juny de 2015, va ser triada vicepresident segona del Parlament de Cantàbria, càrrec que ja va ocupar entre 2003 i 2011, després perdre el PP la majoria absoluta en els comicis del 24 de maig. .

### Consellera de Sanitat i Serveis Socials de l'Govern de Cantàbria
El 2011, va ser triada consellera de Sanitat i Serveis Socials de l'Govern de Cantàbria, amb Ignacio Diego com a president. Durant l'exercici de les seves funcions es va licitar el contracte per acabar amb les obres del Hospital Universitari Marquis de Valdecilla.